# Hypopta solgunus
Hypopta solgunus is een vlinder uit de familie van de houtboorders (Cossidae). De wetenschappelijke naam van de soort is voor het eerst geldig gepubliceerd in 1983 door de Freina.